# Plac św. Jana w Sanoku

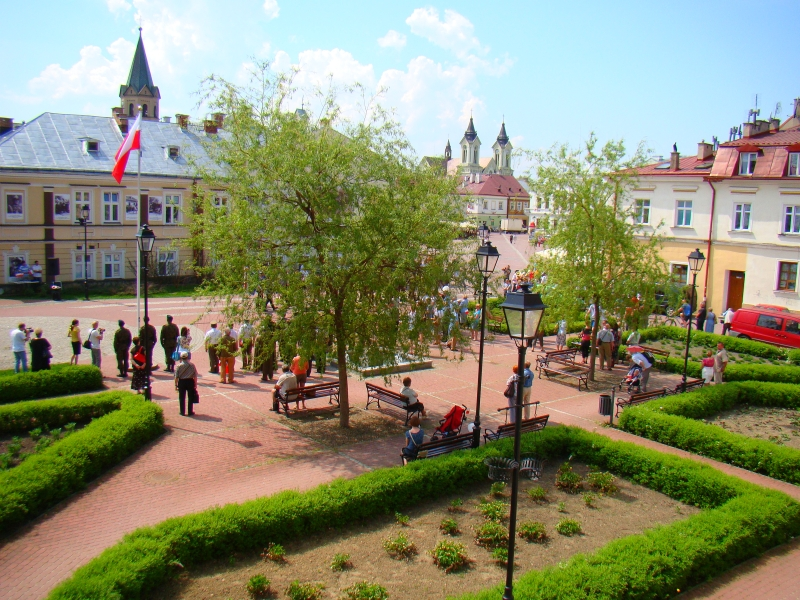
Widok na plac od strony willi Zaleskich

Plac św. Jana w Sanoku – kwadratowy plac w centrum Sanoka.

## Historia
Plac położony jest w centrum Sanoka, w dzielnicy Śródmieście, granicząc od południa z rynkiem oraz od północnego zachodu z ulicą Zamkową. Południową pierzeję placu stanowi kamienica przy ul. Rynek 14, północną łącznie dwa budynki: Zajazd przy ul. Zamkowej 2 (siedziba dyrekcji Muzeum Historycznego) oraz willa rodziny Zaleskich. Od wschodu placu umiejscowiona jest skarpa i roztacza się widok na dzielnicę Błonie oraz dalsze tereny Sanoka i okolic.
Pierwotnie nosił obecną nazwę „Plac im. św. Jana”. W 1892 inż. miejski przygotował urządzenie skweru na placu św. Jana w Sanoku. 28 września 1902 na placu odsłonięto pomnik Tadeusza Kościuszki, wykonany przez rzeźbiarza Juliana Markowskiego. Odtąd plac wraz z pomnikiem był miejscem zebrań patriotycznych młodzieży podczas świąt narodowych. Pomnik został zburzony w kwietniu 1941 przez nazistowskich okupantów. Mieszkający obok dr Karol Zaleski podał, że pomnik ulokowano w miejscu nad piwnicami „jakiegoś dawnego nowego domu”. 
Po wybuchu II wojny światowej w okresie okupacji niemieckiej plac przemianowano na niemieckojęzyczną nazwę św. Jana Platz. W okresie PRL w 1953 rada miejska przyjęła uchwałę o zmianie nazwy na Plac im. Hanki Sawickiej. Na początku 1968 radny Miejskiej Rady Narodowej Jan Bezucha wysunął wniosek o zmianę narzuconej nazwy i przywrócenie pierwotnej czyli św. Jana. W tym czasie w Sanoku istniała już ulica Hanki Sawickiej (od 1951). Poparł go inni radni: Stefan Stefański (ówczesny dyrektor Muzeum Historyczne w Sanoku, który w związku z tym został zwolniony ze swojego stanowiska) i Mieczysław Przystasz (za to zwolniony z funkcji kierownika Wydziału Planowania w Prezydium Powiatowej Rady Narodowej w Sanoku, a także Jadwiga Zaleska. Według ks. Adama Sudoła za próbej przywrócenia starej nazwy Placu św. Jana wielu ludzi ucierpiało. W 1989 Miejska Rada Narodowa w Sanoku przywróciła nazwę Plac św. Jana w Sanoku.
Pod koniec lat 70. miasto zleciło przeprojektowanie placu, lecz przedstawiony pomysł nie został ostatecznie zrealizowany. Do początku XXI wieku plac był w większości pokryty zielenią, znajdowały się na nim drzewa. Od listopada 2005 do grudnia 2007 wykonano projekt „Rewitalizacja Rynku i Placu Św. Jana” (w wyniku konkursu na jego projekt w grudniu 2004 wygrała go firma Neoinwest z Kielc), obejmujący przebudowę, remont wybranych elewacji, modernizację sieci wodociągowej, kanalizacji sanitarnej i deszczowej, instalację oświetlenia (lampy i światła powierzchniowe), usunięcie drzew, ustawienie ławek oraz wyłożenie kostki brukowej. Przebudowa rozpoczęła się w styczniu 2007 roku.
Obiekty na placu:
- Kapliczka św. Jana Nepomucena[21] z końca XVIII wieku[22] przy willi Zaleskich, przyjmuje się, iż została ufundowana w 1810 roku przez Franciszka Ksawerego Krasickiego[23][24][25], jako votum, za ocalenie życia podczas salwowania się ucieczką konno, stromym zboczem do Sanu, po nieudanej, ostatniej obronie zamku sanockiego przed Austriakami, w czerwcu 1809 roku; ma ok. 5,5 m wysokości, wewnątrz znajduje się figura św. Jana Nepomucena. Figura została odnowiona w 2000 przez konserwator Barbarę Bandurkę[26], a kapliczka została odremontowana do 2002 staraniem dzięki staraniom Jerzego Wielgosza[27].
- Pomnik Synom Ziemi Sanockiej Poległym i Pomordowanym za Polskę. Upamiętnia ofiary walk z II wojny światowej, niemieckich obozów koncentracyjnych, zbrodni katyńskiej, zbrodni UPA - pochodzących z Sanoka i ziemi sanockiej.
- Kwadratowa fontanna o wymiarze 3 m ustanowiona po rewitalizacji w 2007 roku,
- Na ścianie elewacji budynku przy ulicy Rynek 14 stała ekspozycja fotografii z historii wojskowości Sanoka.
- W przeszłości na placu znajdowała się rzeźba „Diana z sarenką” autorstwa Romana Tarkowskiego[28], na początku XXI wieku przeniesiona w sąsiedztwie Zamku Królewskiego.

Plac jest miejscem obchodzenia świąt państwowych i uroczystości patriotycznych.
Potocznie plac określono jako „Plac / Park Pedała (Pedałów)”.
Związany z Sanokiem poeta Jan Szelc napisał w 2003 wiersz pt. Plac św. Jana, wydany w tomiku poezji pt. Odmawiam góry.